# Giuseppe Montalbano (1895–1989)
Pour les articles homonymes, voir Montalbano.
Ne doit pas être confondu avec Giuseppe Montalbano (1925–2021).
Giuseppe Montalbano, né le 10 juin 1895 à Santa Margherita di Belice, mort le 29 octobre 1989, est un universitaire et homme politique italien.

## Biographie
Giuseppe Montalbano combat lors de la Première Guerre mondiale et reçoit une croix du Mérite de la guerre.
Il est membre du Parti socialiste italien de 1913 à 1923, puis du Parti communiste italien dont il est secrétaire fédéral d'Agrigente à partir de 1925.
En mars 1928, alors qu'il est encore étudiant, il est condamné par le Tribunal spécial pour la sécurité de l’État à 3 ans de prison.
Diplômé en droit, il est nommé en 1943 « AM professeur » de procédure pénale à l'université de Palerme, c'est-à-dire désigné par l'AMGOT en dehors des règles universitaires classiques. Il publie de nombreux ouvrages de droit pénal, procédure pénale, sociologie, criminologie et psychanalyse.
Lors de la création du poste de Haut commissaire pour la Sicile confié à Francesco Musotto en mars 1944, Giuseppe Montalbano intègre le premier conseil consultatif.
Il est sous secrétaire à la marine marchande dans le Gouvernement Bonomi III du 12 décembre 1944 au 21 juin 1945. A cette fonction, il participe à une commission d'enquête avec Giovanni Gronchi, ministre de l'Industrie et du commerce, M Paresce sous secrétaire à l'Industrie et au Commerce et Bernardo Matarella sous-secrétaire à l'instruction publique, après les manifestations violentes des Nonsiparte contre la conscription, qui ont fait 38 morts et 86 blessés, entre le 4 et le 13 janvier 1945.
En septembre 1945, sur nomination du haut commissaire Aldisio, il intègre la commission pour l'élaboration d'un plan organique pour l'établissement de l'autonomie régionale. Président de la sous-commission traitant des aspects juridiques dans le domaine constitutionnel et administratif, il participe ainsi à la rédaction du Statut, introduisant « sans préjudice des réformes agricoles et industrielles et les réformes industrielles décidées par l'Assemblée constituante du peuple italien » dans l'article 14 consacré à la question de la compétence législative de l'Assemblée régionale sicilienne, et en soutenant la suppression des préfets proposée par les socialistes Mineo et Cartia dans l'article 15.
Il est membre du comité central du PCI et du secrétariat régional sicilien.
Il est sous secrétaire à la Marine marchande auprès du ministre Salvatore Aldisio dans le gouvernement De Gasperi II, entre juillet 1946 et février 1947.
Pionnier de la luttre contre la mafia, il est l'un des premiers à dénoncer la responsabilité de Salvatore Giuliano dans le Massacre de Portella della Ginestra en 1947 et accusent les monarchistes Tommaso Leone Marchesano, Giovanni Alliata Di Montereale et Giacomo Cusumano Geloso d'en être les commanditaires. Il demande la création d'une commission d'enquête sur la mafia que ses opposants refusent y voyant le risque d'une stigmatisation et de racisme vis-à-vis des Siciliens.
Avec Girolamo Li Causi et Pompeo Colajanni, il participe à l'occupation des terres incultes des grands propriétaires fonciers en faveur d'une réforme agraire.
Il est membre de la Consulta Nazionale puis est élu à l'Assemblée constituante de la République italienne le 2 juin 1946 sur la liste communiste pour la circonscription de Palerme.
Lors des premières élection régionales en Sicile en 1947, il est élu à l'Assemblée régionale sicilienne au collège de Trapani sur la liste Garibaldi. Réélu à Trapani lors des élections de 1951, il préside le groupe du Bloc du Peuple, poste qu'il conserve après les élections régionales de 1955, devenant vice président de l'Assemblée avec le monarchiste Benedetto Majorana della Nicchiara. Il prend notamment part avec virulence aux débats sur la réforme agraire sicilienne adoptée le 27 décembre 1950 pour amoindrir l'effet de la réforme nationale portée par le communiste Fausto Gullo. Il combat également le milazzisme, qu'il qualifie d'opportunisme et de transformisme politique.
Au milieu des années 1970, il quitte le PCI en critiquant les compromissions de certains dirigeants vis-à-vis de Cosa nostra.
Son fils est arrêté dans les années 2000 pour avoir aidé le parrain Salvatore Riina.